# Nozomi Okuhara
Nozomi Okuhara, född den 13 mars 1995 i Omachi, är en japansk badmintonspelare.
Hon tog OS-brons i damsingel i samband med de olympiska badmintonturneringarna 2016 i Rio de Janeiro..